# Albero genealogico dei paperi
L'albero genealogico dei paperi (Donald Duck Family Tree) è un'opera del fumettista Don Rosa che rappresenta un immaginario albero genealogico del personaggio Disney di Paperino. È stato pubblicato per la prima volta in Norvegia, prima sul quotidiano Verdens Gang il 3 luglio 1993 e poi sul settimanale Donald Duck & Co tre giorni dopo. In Italia è stato pubblicato per la prima volta sul mensile Zio Paperone nel dicembre 1996.

## Il materiale di partenza di Carl Barks
Negli anni '50 il fumettista Carl Barks redasse, per uso privato, uno schema dei rapporti familiari tra Paperino e gli altri parenti di Paperopoli, in cui ideò appositamente una serie di figure: 
- Matilda de' Paperoni, immaginata come madre adottiva di Gastone;
- Ortensia de' Paperoni, come madre di Paperino;
- Thelma Duck, madre di Qui, Quo e Qua;
- Quackmore Duck, padre di Paperino;
- Gustavo Paperone, padre adottivo di Gastone;
- Fergus de' Paperoni, padre di Paperone;
- Daphne Duck e Luca dell'Oca come genitori naturali di Gastone, morti di indigestione in un picnic - per giustificare la parentela con Paperon de' Paperoni.

Questi appunti furono riprodotti in una fanzine e ispirarono Mark Worden, che ne pubblicò una versione illustrata nel 1981.
|                 |                 |                 |                 | ? dell'Oca      | ? dell'Oca      | ? dell'Oca | ? dell'Oca | ? dell'Oca    | ? dell'Oca    |               |               |                  |                  |                  |                  |                  |                  |             |             |             |             | Nonna Papera Grandma Duck | Nonna Papera Grandma Duck | Nonna Papera Grandma Duck | Nonna Papera Grandma Duck | Nonna Papera Grandma Duck | Nonna Papera Grandma Duck |                |                |                |                |                |                |  |  |                       |                       |                       |                       |                       |                       |  |  | Fergus de' Paperoni  | Fergus de' Paperoni  | Fergus de' Paperoni  | Fergus de' Paperoni  | Fergus de' Paperoni  | Fergus de' Paperoni  |  |  |                      |                      |                      |                      |                      |                      |  |  |  |  |  |  |  |  |  |  |  |  |  |  |  |  |  |  |
|                 |                 |                 |                 | ? dell'Oca      | ? dell'Oca      | ? dell'Oca | ? dell'Oca | ? dell'Oca    | ? dell'Oca    |               |               |                  |                  |                  |                  |                  |                  |             |             |             |             | Nonna Papera Grandma Duck | Nonna Papera Grandma Duck | Nonna Papera Grandma Duck | Nonna Papera Grandma Duck | Nonna Papera Grandma Duck | Nonna Papera Grandma Duck |                |                |                |                |                |                |  |  |                       |                       |                       |                       |                       |                       |  |  | Fergus de' Paperoni  | Fergus de' Paperoni  | Fergus de' Paperoni  | Fergus de' Paperoni  | Fergus de' Paperoni  | Fergus de' Paperoni  |  |  |                      |                      |                      |                      |                      |                      |  |  |  |  |  |  |  |  |  |  |  |  |  |  |  |  |  |  |
|                 |                 |                 |                 |                 |                 |            |            |               |               |               |               |                  |                  |                  |                  |                  |                  |             |             |             |             |                           |                           |                           |                           |                           |                           |                |                |                |                |                |                |  |  |                       |                       |                       |                       |                       |                       |  |  |                      |                      |                      |                      |                      |                      |  |  |                      |                      |                      |                      |                      |                      |  |  |  |  |  |  |  |  |  |  |  |  |  |  |  |  |  |  |
| ? dell'Oca      | ? dell'Oca      | ? dell'Oca      | ? dell'Oca      | ? dell'Oca      | ? dell'Oca      |            |            | Luca dell'Oca | Luca dell'Oca | Luca dell'Oca | Luca dell'Oca | Luca dell'Oca    | Luca dell'Oca    |                  |                  | Daphne Duck      | Daphne Duck      | Daphne Duck | Daphne Duck | Daphne Duck | Daphne Duck |                           |                           |                           |                           |                           |                           | Quackmore Duck | Quackmore Duck | Quackmore Duck | Quackmore Duck | Quackmore Duck | Quackmore Duck |  |  | Ortensia de' Paperoni | Ortensia de' Paperoni | Ortensia de' Paperoni | Ortensia de' Paperoni | Ortensia de' Paperoni | Ortensia de' Paperoni |  |  | Paperon de' Paperoni | Paperon de' Paperoni | Paperon de' Paperoni | Paperon de' Paperoni | Paperon de' Paperoni | Paperon de' Paperoni |  |  | Matilda de' Paperoni | Matilda de' Paperoni | Matilda de' Paperoni | Matilda de' Paperoni | Matilda de' Paperoni | Matilda de' Paperoni |  |  |  |  |  |  |  |  |  |  |  |  |  |  |  |  |  |  |
| ? dell'Oca      | ? dell'Oca      | ? dell'Oca      | ? dell'Oca      | ? dell'Oca      | ? dell'Oca      |            |            | Luca dell'Oca | Luca dell'Oca | Luca dell'Oca | Luca dell'Oca | Luca dell'Oca    | Luca dell'Oca    |                  |                  | Daphne Duck      | Daphne Duck      | Daphne Duck | Daphne Duck | Daphne Duck | Daphne Duck |                           |                           |                           |                           |                           |                           | Quackmore Duck | Quackmore Duck | Quackmore Duck | Quackmore Duck | Quackmore Duck | Quackmore Duck |  |  | Ortensia de' Paperoni | Ortensia de' Paperoni | Ortensia de' Paperoni | Ortensia de' Paperoni | Ortensia de' Paperoni | Ortensia de' Paperoni |  |  | Paperon de' Paperoni | Paperon de' Paperoni | Paperon de' Paperoni | Paperon de' Paperoni | Paperon de' Paperoni | Paperon de' Paperoni |  |  | Matilda de' Paperoni | Matilda de' Paperoni | Matilda de' Paperoni | Matilda de' Paperoni | Matilda de' Paperoni | Matilda de' Paperoni |  |  |  |  |  |  |  |  |  |  |  |  |  |  |  |  |  |  |
|                 |                 |                 |                 |                 |                 |            |            |               |               |               |               |                  |                  |                  |                  |                  |                  |             |             |             |             |                           |                           |                           |                           |                           |                           |                |                |                |                |                |                |  |  |                       |                       |                       |                       |                       |                       |  |  |                      |                      |                      |                      |                      |                      |  |  |                      |                      |                      |                      |                      |                      |  |  |  |  |  |  |  |  |  |  |  |  |  |  |  |  |  |  |
|                 |                 |                 |                 |                 |                 |            |            |               |               |               |               |                  |                  |                  |                  |                  |                  |             |             |             |             |                           |                           |                           |                           |                           |                           |                |                |                |                |                |                |  |  |                       |                       |                       |                       |                       |                       |  |  |                      |                      |                      |                      |                      |                      |  |  |                      |                      |                      |                      |                      |                      |  |  |  |  |  |  |  |  |  |  |  |  |  |  |  |  |  |  |
| Ciccio dell'Oca | Ciccio dell'Oca | Ciccio dell'Oca | Ciccio dell'Oca | Ciccio dell'Oca | Ciccio dell'Oca |            |            |               |               |               |               | Gastone Paperone | Gastone Paperone | Gastone Paperone | Gastone Paperone | Gastone Paperone | Gastone Paperone |             |             | Paperina    | Paperina    | Paperina                  | Paperina                  | Paperina                  | Paperina                  |                           |                           | Paperino       | Paperino       | Paperino       | Paperino       | Paperino       | Paperino       |  |  | Thelma Duck           | Thelma Duck           | Thelma Duck           | Thelma Duck           | Thelma Duck           | Thelma Duck           |  |  |                      |                      |                      |                      |                      |                      |  |  |                      |                      |                      |                      |                      |                      |  |  |  |  |  |  |  |  |  |  |  |  |  |  |  |  |  |  |
| Ciccio dell'Oca | Ciccio dell'Oca | Ciccio dell'Oca | Ciccio dell'Oca | Ciccio dell'Oca | Ciccio dell'Oca |            |            |               |               |               |               | Gastone Paperone | Gastone Paperone | Gastone Paperone | Gastone Paperone | Gastone Paperone | Gastone Paperone |             |             | Paperina    | Paperina    | Paperina                  | Paperina                  | Paperina                  | Paperina                  |                           |                           | Paperino       | Paperino       | Paperino       | Paperino       | Paperino       | Paperino       |  |  | Thelma Duck           | Thelma Duck           | Thelma Duck           | Thelma Duck           | Thelma Duck           | Thelma Duck           |  |  |                      |                      |                      |                      |                      |                      |  |  |                      |                      |                      |                      |                      |                      |  |  |  |  |  |  |  |  |  |  |  |  |  |  |  |  |  |  |
|                 |                 |                 |                 |                 |                 |            |            |               |               |               |               |                  |                  |                  |                  |                  |                  |             |             |             |             |                           |                           |                           |                           |                           |                           |                |                |                |                |                |                |  |  |                       |                       |                       |                       |                       |                       |  |  |                      |                      |                      |                      |                      |                      |  |  |                      |                      |                      |                      |                      |                      |  |  |  |  |  |  |  |  |  |  |  |  |  |  |  |  |  |  |
|                 |                 |                 |                 |                 |                 |            |            |               |               |               |               |                  |                  |                  |                  |                  |                  |             |             |             |             |                           |                           |                           |                           |                           |                           |                |                |                |                |                |                |  |  | Qui, Quo e Qua        |                       |                       |                       |                       |                       |  |  |                      |                      |                      |                      |                      |                      |  |  |                      |                      |                      |                      |                      |                      |  |  |  |  |  |  |  |  |  |  |  |  |  |  |  |  |  |  |

## L'elaborazione di Don Rosa
Nel 1990, durante la lavorazione di La saga di Paperon de' Paperoni, la casa editrice Egmont chiese al suo autore Don Rosa, che si era fatto notare per la sua passione filologica, di realizzare un autorevole albero genealogico della famiglia di Paperino. Per ottenere chiarimenti e benestare, l'artista intraprese una corrispondenza privata con Carl Barks, il quale, dimentico del precedente, nel 1991 redasse una nuova versione dell'albero, di pure parentele tra personaggi noti, scartando tra le altre l'ipotesi del fatale pic-nic. In questa ipotesi, Nonna Papera avrebbe avuto quattro nipoti - Ciccio, Gastone, Paperino e «la sorella di Paperino» - dai suoi tre anonimi figli.
La corrispondenza finì per sintetizzare le due versioni.

### Criteri
Dopo aver ottenuto lo schema di base da Carl Barks, Don Rosa si pose come criterio l'utilizzo nella genealogia di personaggi creati o utilizzati nelle storie o negli appunti del cosiddetto «maestro dell'Oregon», fino a riesumare paperi solo citati (come lo zio Eider) o apparsi in una sola occasione (vedi il cugino Chiarafonte). Usò un approccio realistico nel completamento delle relazioni: ogni personaggio significativo avrebbe dovuto avere due genitori identificabili; soprannomi o nomi buffi avrebbero dovuto essere integrati da verosimili nomi di battesimo; invenzioni ex novo di nomi e parentele dovevano essere ridotte al minimo. A questo scopo l'autore si affidò, ove possibile, ad altri autori di lingua anglofona: 
- la madre di Qui, Quo e Qua era Della secondo le strip d'esordio dei tre nipoti;
- da una vecchia storia di Riley Thomson recuperò il nome Elvira per Nonna Papera.

Il nome della madre di Ciccio, Fanny, proviene dal corto animato d'esordio del cugino di Paperino, co-scritto da Carl Barks.
Paperoga, Eider e Chiarafonte furono riuniti nello stesso nucleo.
In tutti gli altri casi in cui non fossero disponibili fonti, ad esempio per la madre di Paperoga, Rosa dovette inventare.
Due ulteriori eccezioni alle regole furono portate per ragioni diverse:
- l'editore impose l'inserimento di Paperoga, a causa della sua popolarità in Europa;
- l'autore inserì Casey Coot, propria creazione risalente al 1988.

Tutte queste scelte hanno portato all'esclusione di figure come l'italiano Gedeone de' Paperoni o il brasiliano Pennino. In più, certe tradizioni europee secondo cui Zio Paperone e Nonna Papera sono fratelli e/o Paperino è un orfano adottato da Nonna Papera sono state coscientemente ignorate.
Volontà soggettiva dell'autore era la raffigurazione di Pico de Paperis - rappresentato una sola volta in una tavola conclusiva disegnata da Carl Barks - come sposo di Matilda de' Paperoni, a giustificazione del suo ruolo di zio di Paperino, ma incontrò l'opposizione dei committenti.
Un caso particolare è rappresentato dal marito di Nonna Papera: chiamato Dabney Duck nelle prime edizioni, in mancanza di precedenti noti, fu successivamente corretto in Humperdink Duck dopo il ritrovamento di un riferimento del nome in una storia.
Per la rappresentazione grafica dei nuovi personaggi, ove possibile, Don Rosa si ispirò alla versione realizzata anni prima da Mark Worden.
|               |               |               |               |                 |                 |                 |                 |                 |                 |             |             |             |             |  |  |                 |                 |                 |                 |                 |                 |  |  | Cornelius Coot           | Cornelius Coot           | Cornelius Coot           | Cornelius Coot           | Cornelius Coot           | Cornelius Coot           |  |  |                        |                        |                        |                        |                        |                        |  |  |                            |                            |                            |                            |                            |                            |                  |                  | Paperinocchio Codacorta (antenato) | Paperinocchio Codacorta (antenato) | Paperinocchio Codacorta (antenato) | Paperinocchio Codacorta (antenato) | Paperinocchio Codacorta (antenato) | Paperinocchio Codacorta (antenato) |  |  |                        |                        |                        |                        |                                |                                |                                |                                | Hugh de' Paperoni              | Hugh de' Paperoni              | Hugh de' Paperoni     | Hugh de' Paperoni     | Hugh de' Paperoni             | Hugh de' Paperoni             |                               |                               |                               |                               |                      |                      |                      |                      |                 |                 |                      |                      |                      |                      |                      |                      |                   |                   |                   |                   |                  |                  |                  |                  |  |  |  |  |  |  |  |  |  |  |
|               |               |               |               |                 |                 |                 |                 |                 |                 |             |             |             |             |  |  |                 |                 |                 |                 |                 |                 |  |  | Cornelius Coot           | Cornelius Coot           | Cornelius Coot           | Cornelius Coot           | Cornelius Coot           | Cornelius Coot           |  |  |                        |                        |                        |                        |                        |                        |  |  |                            |                            |                            |                            |                            |                            |                  |                  | Paperinocchio Codacorta (antenato) | Paperinocchio Codacorta (antenato) | Paperinocchio Codacorta (antenato) | Paperinocchio Codacorta (antenato) | Paperinocchio Codacorta (antenato) | Paperinocchio Codacorta (antenato) |  |  |                        |                        |                        |                        |                                |                                |                                |                                | Hugh de' Paperoni              | Hugh de' Paperoni              | Hugh de' Paperoni     | Hugh de' Paperoni     | Hugh de' Paperoni             | Hugh de' Paperoni             |                               |                               |                               |                               |                      |                      |                      |                      |                 |                 |                      |                      |                      |                      |                      |                      |                   |                   |                   |                   |                  |                  |                  |                  |  |  |  |  |  |  |  |  |  |  |
|               |               |               |               |                 |                 |                 |                 |                 |                 |             |             |             |             |  |  |                 |                 |                 |                 |                 |                 |  |  |                          |                          |                          |                          |                          |                          |  |  |                        |                        |                        |                        |                        |                        |  |  |                            |                            |                            |                            |                            |                            |                  |                  |                                    |                                    |                                    |                                    |                                    |                                    |  |  |                        |                        |                        |                        |                                |                                |                                |                                |                                |                                |                       |                       |                               |                               |                               |                               |                               |                               |                      |                      |                      |                      |                 |                 |                      |                      |                      |                      |                      |                      |                   |                   |                   |                   |                  |                  |                  |                  |  |  |  |  |  |  |  |  |  |  |
|               |               |               |               |                 |                 |                 |                 |                 |                 |             |             |             |             |  |  |                 |                 |                 |                 |                 |                 |  |  | Clinton Coot             | Clinton Coot             | Clinton Coot             | Clinton Coot             | Clinton Coot             | Clinton Coot             |  |  | Gertrude Folaga        | Gertrude Folaga        | Gertrude Folaga        | Gertrude Folaga        | Gertrude Folaga        | Gertrude Folaga        |  |  |                            |                            |                            |                            |                            |                            |                  |                  |                                    |                                    |                                    |                                    |                                    |                                    |  |  |                        |                        |                        |                        | Patrizio de' Paperoni          | Patrizio de' Paperoni          | Patrizio de' Paperoni          | Patrizio de' Paperoni          | Patrizio de' Paperoni          | Patrizio de' Paperoni          |                       |                       | Dingo "il Sozzo" de' Paperoni | Dingo "il Sozzo" de' Paperoni | Dingo "il Sozzo" de' Paperoni | Dingo "il Sozzo" de' Paperoni | Dingo "il Sozzo" de' Paperoni | Dingo "il Sozzo" de' Paperoni |                      |                      | Molly Mallard        | Molly Mallard        | Molly Mallard   | Molly Mallard   | Molly Mallard        | Molly Mallard        |                      |                      |                      |                      |                   |                   |                   |                   |                  |                  |                  |                  |  |  |  |  |  |  |  |  |  |  |
|               |               |               |               |                 |                 |                 |                 |                 |                 |             |             |             |             |  |  |                 |                 |                 |                 |                 |                 |  |  | Clinton Coot             | Clinton Coot             | Clinton Coot             | Clinton Coot             | Clinton Coot             | Clinton Coot             |  |  | Gertrude Folaga        | Gertrude Folaga        | Gertrude Folaga        | Gertrude Folaga        | Gertrude Folaga        | Gertrude Folaga        |  |  |                            |                            |                            |                            |                            |                            |                  |                  |                                    |                                    |                                    |                                    |                                    |                                    |  |  |                        |                        |                        |                        | Patrizio de' Paperoni          | Patrizio de' Paperoni          | Patrizio de' Paperoni          | Patrizio de' Paperoni          | Patrizio de' Paperoni          | Patrizio de' Paperoni          |                       |                       | Dingo "il Sozzo" de' Paperoni | Dingo "il Sozzo" de' Paperoni | Dingo "il Sozzo" de' Paperoni | Dingo "il Sozzo" de' Paperoni | Dingo "il Sozzo" de' Paperoni | Dingo "il Sozzo" de' Paperoni |                      |                      | Molly Mallard        | Molly Mallard        | Molly Mallard   | Molly Mallard   | Molly Mallard        | Molly Mallard        |                      |                      |                      |                      |                   |                   |                   |                   |                  |                  |                  |                  |  |  |  |  |  |  |  |  |  |  |
|               |               |               |               |                 |                 |                 |                 |                 |                 |             |             |             |             |  |  |                 |                 |                 |                 |                 |                 |  |  |                          |                          |                          |                          |                          |                          |  |  |                        |                        |                        |                        |                        |                        |  |  |                            |                            |                            |                            |                            |                            |                  |                  |                                    |                                    |                                    |                                    |                                    |                                    |  |  |                        |                        |                        |                        |                                |                                |                                |                                |                                |                                |                       |                       |                               |                               |                               |                               |                               |                               |                      |                      |                      |                      |                 |                 |                      |                      |                      |                      |                      |                      |                   |                   |                   |                   |                  |                  |                  |                  |  |  |  |  |  |  |  |  |  |  |
|               |               |               |               |                 |                 |                 |                 |                 |                 |             |             |             |             |  |  |                 |                 |                 |                 |                 |                 |  |  |                          |                          |                          |                          |                          |                          |  |  |                        |                        |                        |                        |                        |                        |  |  |                            |                            |                            |                            |                            |                            |                  |                  |                                    |                                    |                                    |                                    |                                    |                                    |  |  |                        |                        |                        |                        |                                |                                |                                |                                |                                |                                |                       |                       |                               |                               |                               |                               |                               |                               |                      |                      |                      |                      |                 |                 |                      |                      |                      |                      |                      |                      |                   |                   |                   |                   |                  |                  |                  |                  |  |  |  |  |  |  |  |  |  |  |
|               |               |               |               |                 |                 |                 |                 | Greta Grebe     | Greta Grebe     | Greta Grebe | Greta Grebe | Greta Grebe | Greta Grebe |  |  | Casey Coot      | Casey Coot      | Casey Coot      | Casey Coot      | Casey Coot      | Casey Coot      |  |  |                          |                          |                          |                          |                          |                          |  |  |                        |                        |                        |                        |                        |                        |  |  | Elvira Coot "Nonna Papera" | Elvira Coot "Nonna Papera" | Elvira Coot "Nonna Papera" | Elvira Coot "Nonna Papera" | Elvira Coot "Nonna Papera" | Elvira Coot "Nonna Papera" |                  |                  | Humperdink Duck                    | Humperdink Duck                    | Humperdink Duck                    | Humperdink Duck                    | Humperdink Duck                    | Humperdink Duck                    |  |  |                        |                        |                        |                        | Angus "Manibuche" de' Paperoni | Angus "Manibuche" de' Paperoni | Angus "Manibuche" de' Paperoni | Angus "Manibuche" de' Paperoni | Angus "Manibuche" de' Paperoni | Angus "Manibuche" de' Paperoni |                       |                       | Fergus de' Paperoni           | Fergus de' Paperoni           | Fergus de' Paperoni           | Fergus de' Paperoni           | Fergus de' Paperoni           | Fergus de' Paperoni           |                      |                      | Piumina O'Drake      | Piumina O'Drake      | Piumina O'Drake | Piumina O'Drake | Piumina O'Drake      | Piumina O'Drake      |                      |                      | Jake de' Paperoni    | Jake de' Paperoni    | Jake de' Paperoni | Jake de' Paperoni | Jake de' Paperoni | Jake de' Paperoni |                  |                  |                  |                  |  |  |  |  |  |  |  |  |  |  |
|               |               |               |               |                 |                 |                 |                 | Greta Grebe     | Greta Grebe     | Greta Grebe | Greta Grebe | Greta Grebe | Greta Grebe |  |  | Casey Coot      | Casey Coot      | Casey Coot      | Casey Coot      | Casey Coot      | Casey Coot      |  |  |                          |                          |                          |                          |                          |                          |  |  |                        |                        |                        |                        |                        |                        |  |  | Elvira Coot "Nonna Papera" | Elvira Coot "Nonna Papera" | Elvira Coot "Nonna Papera" | Elvira Coot "Nonna Papera" | Elvira Coot "Nonna Papera" | Elvira Coot "Nonna Papera" |                  |                  | Humperdink Duck                    | Humperdink Duck                    | Humperdink Duck                    | Humperdink Duck                    | Humperdink Duck                    | Humperdink Duck                    |  |  |                        |                        |                        |                        | Angus "Manibuche" de' Paperoni | Angus "Manibuche" de' Paperoni | Angus "Manibuche" de' Paperoni | Angus "Manibuche" de' Paperoni | Angus "Manibuche" de' Paperoni | Angus "Manibuche" de' Paperoni |                       |                       | Fergus de' Paperoni           | Fergus de' Paperoni           | Fergus de' Paperoni           | Fergus de' Paperoni           | Fergus de' Paperoni           | Fergus de' Paperoni           |                      |                      | Piumina O'Drake      | Piumina O'Drake      | Piumina O'Drake | Piumina O'Drake | Piumina O'Drake      | Piumina O'Drake      |                      |                      | Jake de' Paperoni    | Jake de' Paperoni    | Jake de' Paperoni | Jake de' Paperoni | Jake de' Paperoni | Jake de' Paperoni |                  |                  |                  |                  |  |  |  |  |  |  |  |  |  |  |
|               |               |               |               |                 |                 |                 |                 |                 |                 |             |             |             |             |  |  |                 |                 |                 |                 |                 |                 |  |  |                          |                          |                          |                          |                          |                          |  |  |                        |                        |                        |                        |                        |                        |  |  |                            |                            |                            |                            |                            |                            |                  |                  |                                    |                                    |                                    |                                    |                                    |                                    |  |  |                        |                        |                        |                        |                                |                                |                                |                                |                                |                                |                       |                       |                               |                               |                               |                               |                               |                               |                      |                      |                      |                      |                 |                 |                      |                      |                      |                      |                      |                      |                   |                   |                   |                   |                  |                  |                  |                  |  |  |  |  |  |  |  |  |  |  |
|               |               |               |               |                 |                 |                 |                 |                 |                 |             |             |             |             |  |  |                 |                 |                 |                 |                 |                 |  |  |                          |                          |                          |                          |                          |                          |  |  |                        |                        |                        |                        |                        |                        |  |  |                            |                            |                            |                            |                            |                            |                  |                  |                                    |                                    |                                    |                                    |                                    |                                    |  |  |                        |                        |                        |                        |                                |                                |                                |                                |                                |                                |                       |                       |                               |                               |                               |                               |                               |                               |                      |                      |                      |                      |                 |                 |                      |                      |                      |                      |                      |                      |                   |                   |                   |                   |                  |                  |                  |                  |  |  |  |  |  |  |  |  |  |  |
| Luca dell'Oca | Luca dell'Oca | Luca dell'Oca | Luca dell'Oca | Luca dell'Oca   | Luca dell'Oca   |                 |                 | Fanny Coot      | Fanny Coot      | Fanny Coot  | Fanny Coot  | Fanny Coot  | Fanny Coot  |  |  | Pistacchio Coot | Pistacchio Coot | Pistacchio Coot | Pistacchio Coot | Pistacchio Coot | Pistacchio Coot |  |  | Lulubelle Loon           | Lulubelle Loon           | Lulubelle Loon           | Lulubelle Loon           | Lulubelle Loon           | Lulubelle Loon           |  |  | Eider Duck             | Eider Duck             | Eider Duck             | Eider Duck             | Eider Duck             | Eider Duck             |  |  | Gustavo Paperone           | Gustavo Paperone           | Gustavo Paperone           | Gustavo Paperone           | Gustavo Paperone           | Gustavo Paperone           |                  |                  | Daphne Duck                        | Daphne Duck                        | Daphne Duck                        | Daphne Duck                        | Daphne Duck                        | Daphne Duck                        |  |  | Quackmore Duck         | Quackmore Duck         | Quackmore Duck         | Quackmore Duck         | Quackmore Duck                 | Quackmore Duck                 |                                |                                | Ortensia de' Paperoni          | Ortensia de' Paperoni          | Ortensia de' Paperoni | Ortensia de' Paperoni | Ortensia de' Paperoni         | Ortensia de' Paperoni         |                               |                               | Paperon de' Paperoni          | Paperon de' Paperoni          | Paperon de' Paperoni | Paperon de' Paperoni | Paperon de' Paperoni | Paperon de' Paperoni |                 |                 | Matilda de' Paperoni | Matilda de' Paperoni | Matilda de' Paperoni | Matilda de' Paperoni | Matilda de' Paperoni | Matilda de' Paperoni |                   |                   | Pico de' Paperis  | Pico de' Paperis  | Pico de' Paperis | Pico de' Paperis | Pico de' Paperis | Pico de' Paperis |  |  |  |  |  |  |  |  |  |  |
| Luca dell'Oca | Luca dell'Oca | Luca dell'Oca | Luca dell'Oca | Luca dell'Oca   | Luca dell'Oca   |                 |                 | Fanny Coot      | Fanny Coot      | Fanny Coot  | Fanny Coot  | Fanny Coot  | Fanny Coot  |  |  | Pistacchio Coot | Pistacchio Coot | Pistacchio Coot | Pistacchio Coot | Pistacchio Coot | Pistacchio Coot |  |  | Lulubelle Loon           | Lulubelle Loon           | Lulubelle Loon           | Lulubelle Loon           | Lulubelle Loon           | Lulubelle Loon           |  |  | Eider Duck             | Eider Duck             | Eider Duck             | Eider Duck             | Eider Duck             | Eider Duck             |  |  | Gustavo Paperone           | Gustavo Paperone           | Gustavo Paperone           | Gustavo Paperone           | Gustavo Paperone           | Gustavo Paperone           |                  |                  | Daphne Duck                        | Daphne Duck                        | Daphne Duck                        | Daphne Duck                        | Daphne Duck                        | Daphne Duck                        |  |  | Quackmore Duck         | Quackmore Duck         | Quackmore Duck         | Quackmore Duck         | Quackmore Duck                 | Quackmore Duck                 |                                |                                | Ortensia de' Paperoni          | Ortensia de' Paperoni          | Ortensia de' Paperoni | Ortensia de' Paperoni | Ortensia de' Paperoni         | Ortensia de' Paperoni         |                               |                               | Paperon de' Paperoni          | Paperon de' Paperoni          | Paperon de' Paperoni | Paperon de' Paperoni | Paperon de' Paperoni | Paperon de' Paperoni |                 |                 | Matilda de' Paperoni | Matilda de' Paperoni | Matilda de' Paperoni | Matilda de' Paperoni | Matilda de' Paperoni | Matilda de' Paperoni |                   |                   | Pico de' Paperis  | Pico de' Paperis  | Pico de' Paperis | Pico de' Paperis | Pico de' Paperis | Pico de' Paperis |  |  |  |  |  |  |  |  |  |  |
|               |               |               |               |                 |                 |                 |                 |                 |                 |             |             |             |             |  |  |                 |                 |                 |                 |                 |                 |  |  |                          |                          |                          |                          |                          |                          |  |  |                        |                        |                        |                        |                        |                        |  |  |                            |                            |                            |                            |                            |                            |                  |                  |                                    |                                    |                                    |                                    |                                    |                                    |  |  |                        |                        |                        |                        |                                |                                |                                |                                |                                |                                |                       |                       |                               |                               |                               |                               |                               |                               |                      |                      |                      |                      |                 |                 |                      |                      |                      |                      |                      |                      |                   |                   |                   |                   |                  |                  |                  |                  |  |  |  |  |  |  |  |  |  |  |
|               |               |               |               |                 |                 |                 |                 |                 |                 |             |             |             |             |  |  |                 |                 |                 |                 |                 |                 |  |  |                          |                          |                          |                          |                          |                          |  |  |                        |                        |                        |                        |                        |                        |  |  |                            |                            |                            |                            |                            |                            |                  |                  |                                    |                                    |                                    |                                    |                                    |                                    |  |  |                        |                        |                        |                        |                                |                                |                                |                                |                                |                                |                       |                       |                               |                               |                               |                               |                               |                               |                      |                      |                      |                      |                 |                 |                      |                      |                      |                      |                      |                      |                   |                   |                   |                   |                  |                  |                  |                  |  |  |  |  |  |  |  |  |  |  |
|               |               |               |               | Ciccio dell'Oca | Ciccio dell'Oca | Ciccio dell'Oca | Ciccio dell'Oca | Ciccio dell'Oca | Ciccio dell'Oca |             |             |             |             |  |  |                 |                 |                 |                 |                 |                 |  |  | Abner "Chiarafonte" Duck | Abner "Chiarafonte" Duck | Abner "Chiarafonte" Duck | Abner "Chiarafonte" Duck | Abner "Chiarafonte" Duck | Abner "Chiarafonte" Duck |  |  | Fethry Duck (Paperoga) | Fethry Duck (Paperoga) | Fethry Duck (Paperoga) | Fethry Duck (Paperoga) | Fethry Duck (Paperoga) | Fethry Duck (Paperoga) |  |  |                            |                            |                            |                            | Gastone Paperone           | Gastone Paperone           | Gastone Paperone | Gastone Paperone | Gastone Paperone                   | Gastone Paperone                   |                                    |                                    |                                    |                                    |  |  | Donald Duck (Paperino) | Donald Duck (Paperino) | Donald Duck (Paperino) | Donald Duck (Paperino) | Donald Duck (Paperino)         | Donald Duck (Paperino)         |                                |                                | Della Duck                     | Della Duck                     | Della Duck            | Della Duck            | Della Duck                    | Della Duck                    |                               |                               |                               |                               |                      |                      |                      |                      |                 |                 |                      |                      |                      |                      |                      |                      |                   |                   |                   |                   |                  |                  |                  |                  |  |  |  |  |  |  |  |  |  |  |
|               |               |               |               | Ciccio dell'Oca | Ciccio dell'Oca | Ciccio dell'Oca | Ciccio dell'Oca | Ciccio dell'Oca | Ciccio dell'Oca |             |             |             |             |  |  |                 |                 |                 |                 |                 |                 |  |  | Abner "Chiarafonte" Duck | Abner "Chiarafonte" Duck | Abner "Chiarafonte" Duck | Abner "Chiarafonte" Duck | Abner "Chiarafonte" Duck | Abner "Chiarafonte" Duck |  |  | Fethry Duck (Paperoga) | Fethry Duck (Paperoga) | Fethry Duck (Paperoga) | Fethry Duck (Paperoga) | Fethry Duck (Paperoga) | Fethry Duck (Paperoga) |  |  |                            |                            |                            |                            | Gastone Paperone           | Gastone Paperone           | Gastone Paperone | Gastone Paperone | Gastone Paperone                   | Gastone Paperone                   |                                    |                                    |                                    |                                    |  |  | Donald Duck (Paperino) | Donald Duck (Paperino) | Donald Duck (Paperino) | Donald Duck (Paperino) | Donald Duck (Paperino)         | Donald Duck (Paperino)         |                                |                                | Della Duck                     | Della Duck                     | Della Duck            | Della Duck            | Della Duck                    | Della Duck                    |                               |                               |                               |                               |                      |                      |                      |                      |                 |                 |                      |                      |                      |                      |                      |                      |                   |                   |                   |                   |                  |                  |                  |                  |  |  |  |  |  |  |  |  |  |  |
|               |               |               |               |                 |                 |                 |                 |                 |                 |             |             |             |             |  |  |                 |                 |                 |                 |                 |                 |  |  |                          |                          |                          |                          |                          |                          |  |  |                        |                        |                        |                        |                        |                        |  |  |                            |                            |                            |                            |                            |                            |                  |                  |                                    |                                    |                                    |                                    |                                    |                                    |  |  |                        |                        |                        |                        |                                |                                |                                |                                | Qui, Quo, e Qua                |                                |                       |                       |                               |                               |                               |                               |                               |                               |                      |                      |                      |                      |                 |                 |                      |                      |                      |                      |                      |                      |                   |                   |                   |                   |                  |                  |                  |                  |  |  |  |  |  |  |  |  |  |  |

## Personaggi
Don Rosa immaginò che le ultime due generazioni di paperi Disney derivino dalla confluenza di tre famiglie: il Clan de' Paperoni, i Duck e i Coot. L'idea di inserire Cornelius Coot, fondatore di Paperopoli, come avo di Nonna Papera fu una sua personale scelta.

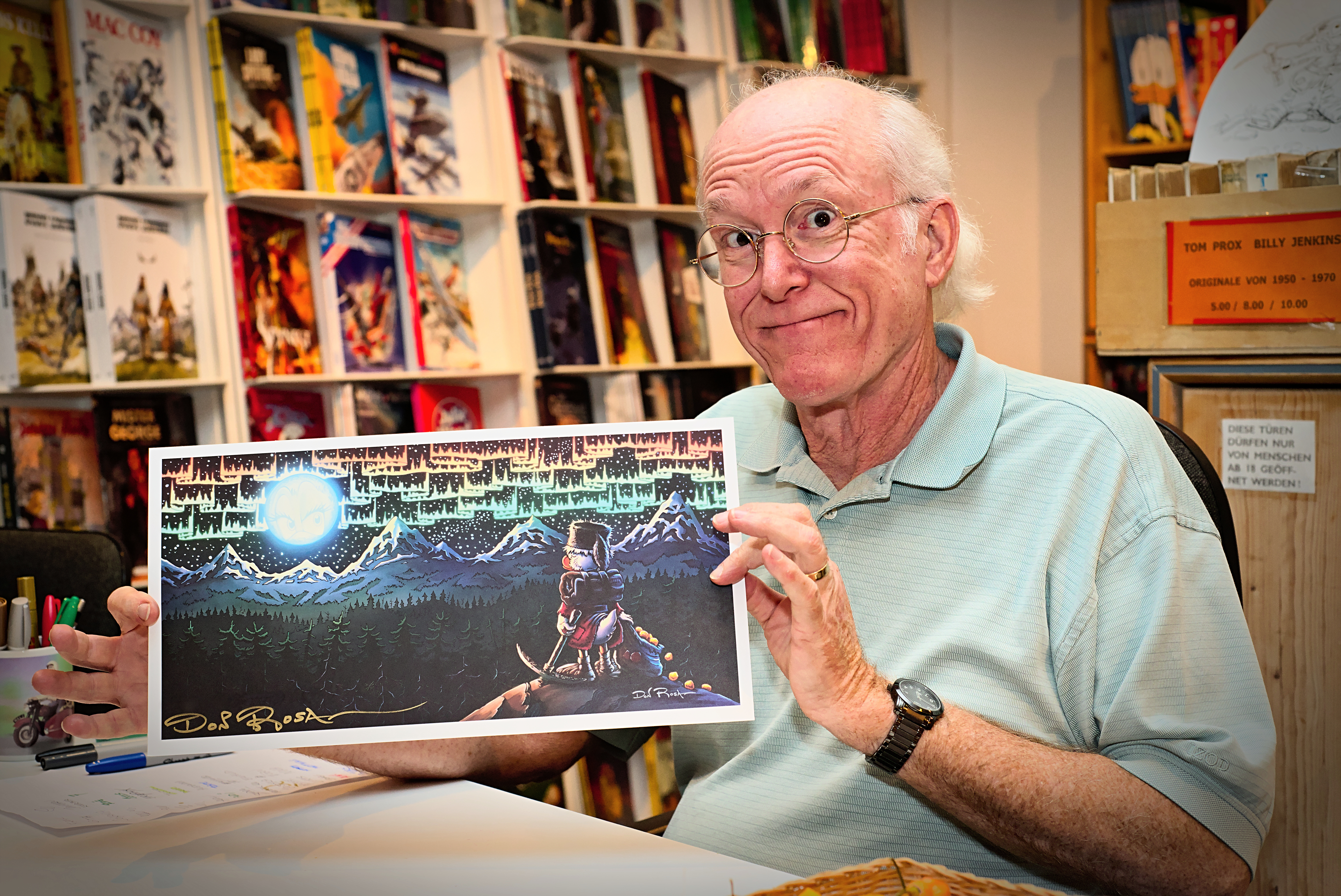
Don Rosa nel 2018.

I de' Paperoni e i Duck si mescolano con il matrimonio tra i genitori di Paperino.
I Duck e i Coot si uniscono con il matrimonio tra Nonna Papera e Humperdink Duck.
Di qui tutte le successive confluenze.

### Il clan de' Paperoni
Ai piedi dell'albero del Clan de' Paperoni (The Clan McDuck) è simbolicamente adagiato il tartan della famiglia scozzese. Gli antenati concepiti da Carl Barks sono addensati nella parte inferiore:
- Conte "Braccio di Ferro" de' Paperoni (Sir Eider McDuck)
- Duca Quaquarone de' Paperoni (Sir Quackly McDuck)
- Marchese Scarampola (Sir Stuft McDuck)
- Conte "Pancia di Ghisa" de' Paperoni (Sir Roast McDuck)
- Duca Bambaluc de' Paperoni (Sir Swamphole McDuck)
- Luogotenente Malcolm de' Paperoni (Malcolm "Matey" McDuck)

A partire dal Capitan Hugh de' Paperoni, detto Schiumatore (Hugh "Seafoam" McDuck), bisnonno di Paperone, inizia la vera e propria genealogia: da madre ignota, nascono Patrizio de' Paperoni (Quagmire McDuck) e Dingo "il Sozzo" de' Paperoni ("Dirty" Dingus McDuck), nonno di Paperone. Dal matrimonio di Dingo con Molly Mallard (Molly Mallard) nascono Angus "Manibuche" de' Paperoni (Angus "Pothole" McDuck), Jake de' Paperoni (Jake McDuck) e Fergus de' Paperoni (Fergus "Old Scotty" McDuck), padre di Paperone. Fergus sposa Piumina O'Drake (Downy O'Drake), con cui genera Paperon de' Paperoni (Scrooge McDuck), Matilda de' Paperoni (Matilda McDuck) e Ortensia de' Paperoni (Hortense McDuck), madre di Paperino e di Della, a sua volta madre di Qui,  Quo, Qua.

### La famiglia Duck
Ai piedi dell'albero della famiglia Duck (Duck family) è schiantata la macchina di Paperino.
Sul tronco campeggia il Marinaio Paperinocchio Codacorta (Pintail Duck), antenato di Paperino.
Il patriarca moderno è Humperdink Duck (Dabney Duck) - citato come «Dabney Duck, poi corretto in Humperdink».
Dal matrimonio con Nonna Papera nascono:
- Daphne Duck (Daphne Duck), sposa di Gustavo Paperone (Goostave Gander) e madre di Gastone Paperone (Gladstone Gander)
- Eider Duck (Eider Duck), sposo di Lulubelle Loon (Lucinda Loon) e padre di Paperoga (Fethry Duck) e Abner detto "Chiarafonte" (Whitewater Duck).
- Quackmore Duck (Quackmore Duck), sposo della sopra citata Ortensia de' Paperoni (Hortense McDuck) e padre di Paolino Paperino (Donald Duck) e Della Duck (Della Duck).

Della Duck è raffigurata in unione a un "Duck", padre di Qui (Huey Duck), Quo (Dewey Duck) e Qua (Louie Duck), di cui fu scelto di non mostrare né il nome di battesimo né il volto.

### La famiglia Coot
Ai piedi dell'albero della famiglia Coot (Coot kin), il cui nome vuol dire «folaga», giacciono alcune pannocchie, simbolo dell'arma con cui Cornelius Coot (Cornelius Coot), fondatore di Paperopoli (rappresentato anche in scultura sullo sfondo) conquistò la città, secondo Carl Barks.
Da madre ignota, nasce Clinton Coot (Clinton Coot), il quale sposa Gertrude Folaga (Gertrude Gadwall). Dal loro matrimonio nascono Elvira Coot, detta Nonna Papera (Elvira "Grandma" Coot) e Casey Coot (Casey Coot). Quest'ultimo sposa Greta Grebe (Gretchen Grebe) e ha due figli:
- Pistacchio Coot (Cuthbert Coot)
- Fanny Coot (Fanny Coot), sposa di Luca dell'Oca (Luke Goose) e madre di Ciccio (Gus Goose).

### Gli amici dei Paperi
In una sezione distaccata Don Rosa ritrae personaggi vicini alla famiglia e, a vario titolo, rilevanti nella Paperopoli di Carl Barks:
- Paperina (Daisy Duck)
- Ely, Emy, Evy (April Duck, May Duck, June Duck)
- Archimede Pitagorico ed Edi (Gyro Gearloose and the Helper/Gyro Gearloose and Edy/Gyro Gearloose)

Per la storia di ciascun personaggio, si faccia riferimento alle relative voci.

## Altre versioni
- Don Rosa ha realizzato una versione ufficiosa della sua opera, diffusa nelle fiere del fumetto, dove ha inserito Pico de Paperis come marito di Matilda de' Paperoni e dove ha disegnato il volto del padre di Qui, Quo e Qua, con il campo del nome libero da dedicare al fan di turno.
- Nei Paesi Bassi, nel 1995, Michel Nadorp ridisegnò l'opera nascondendo le identità dei genitori e del nonno paterno di Paperino.[6]
- In Italia, nel 2011, Ettore Gula disegnò una nuova versione dell'albero di Don Rosa, con la stessa genealogia in uno stile differente, per il numero 2905 di Topolino.[7]

## Accoglienza
La notizia della pubblicazione dell'opera, in concomitanza con gli ultimi capitoli della Saga di Paperon de' Paperoni (con le apparizioni dei genitori di Paperino), ebbe eco nella stampa generalista dei Paesi con un radicamento dell'immaginario Disney.

A titolo di esempio, il 26 ottobre 1995 il Corriere della Sera titolava «Qui Quo Qua non sono orfani»; il pezzo riferiva di un servizio del «Tg1 delle 13.30 che» definiva «"scoop del giorno" la notizia sui genitori di Paperino» pubblicata il giorno precedente dal quotidiano e bollava con scetticismo l'operazione, nonché delle conseguenti richieste di chiarimenti arrivate in redazione. «Ora c'è l'albero con l'imprimatur Disney», sentenziava il giornalista, illustrando a grandi linee l'opera.

## Edizioni italiane
Ogni nazione ha colorato e letterato a modo suo l'opera originale. L'edizione italiana è intitolata La famiglia dei Paperi e prevede la doppia dicitura dell'originale nome inglese e del nome locale. L'albero è stato di norma pubblicato nei volumi contenenti La saga di Paperon de' Paperoni.
Il poster dell'opera è stato allegato alla collana Zio Paperone e nel 2008 al secondo volume di La grande dinastia dei paperi.

## Altri alberi genealogici europei dei paperi
In Europa, fin dal 1972, sono state pubblicate altre proposte di alberi genealogici per la famiglia di Paperino.

### Versioni tedesche
In Germania, nel 1972, venne pubblicato su Die Ducks - Psychogramm einer sippe l'albero genealogico dei Paperi di Gans Grobian. Esso è basato sulle storie pubblicate in Germania e Paesi Bassi, ed è molto preciso e completo, però ha una struttura piuttosto complicata. La versione di Grobian presenta diversi personaggi non presenti nelle versioni di Barks e Don Rosa; inoltre molte relazioni familiari sono diverse, per esempio non c'è una distinzione precisa tra il clan de' Paperoni e la famiglia Duck, oltre a diverse altre incongruenze.
Nel 1984 venne pubblicato su Donald Duck 50 jaar in beeld, Donalds leven van ei tot eend nei Paesi Bassi un altro albero genealogico di Ed van Schuijlenburg ampiamente ispirato a quello di Gans Grobian, con la differenza di aver inserito altri personaggi e aver fornito un'immagine dei personaggi principali. Nel 1990 Volker Reiche pubblicò in Germania, su Die tollsten Geschichten von Donald Duck (Sonderheft) #110 un'esatta copia dell'albero di van Schuijlenburg però completamente ridisegnata in maniera esteticamente migliore.

### Versioni scandinave
Nel 1973 Jon Gisle ha pubblicato in Norvegia, Svezia e Danimarca il libro Donaldismen - En muntert-vitenskapelig studie over Donald Duck og hans verden, una raccolta di teorie e articoli della fanzine Donaldisten. Nel 1979 pubblicò l'albero genealogico dei Paperi che aveva disegnato egli stesso, anni prima, per agevolarsi nella scrittura del proprio libro. Esso, rispetto agli alberi tedeschi, aggiunge molti più personaggi all'universo di Barks e Don Rosa e anche in esso non esiste precisa distinzione tra la famiglia Duck e il clan de' Paperoni.